# Harel Skaat
Harel Skaat, hebrejsky הראל סקעת‎ (* 8. srpna 1981 Kfar Saba) je izraelský zpěvák a hudebník.

## Kariéra
Harel Skaat začal v roce 2002 studovat na umělecké škole Bejt Cvi v Ramat Gan. Během studia se v roce 2004 zúčastnil televizní talentové show Kochav Nolad, kde se umístil na 2. místě.
Jeho první album Harel Skaat se v Izraeli stalo platinovým a získalo také několik ocenění. Při volbě zpěváka a písně desetiletí 2000–2009 se Skaat dostal na 2. místo a jeho píseň „ואת“ („Ve at“, tj. „A ty") z jeho prvního alba se umístila na 4. místě. V roce 2009 vydal své druhé album דמויות (Dmuiot, tj. Podoby), které se v Izraeli stalo zlatým albem. V roce 2012 vydal své třetí album s názvem שוב מאושר (Šuv me'ušar, tj. Opět šťastný).
V roce 2010 byl Harel Skaat vybrán, aby reprezentoval Izrael na Eurovision Song Contest v Oslu. Televizní publikum a odborná porota vybrala jeho píseň „מילים" („Milim“, tj. „Slova“), se kterou se probojoval až do finále. Zde se umístil na 14. místě. Dále Skaat v Oslu získal Cenu Marcela Bezençona v kategorii Press Award (nejlepší píseň, udělovanou všemi akreditovanými novináři) a v kategorii Artistic Award (nejlepší performance, udělovanou evropskými komentátory). Kromě toho skladatelé jeho písně „Milim“ získali Composer Award (udělovanou všemi zúčastněnými skladateli). Poprvé se tak stalo, že všechna ocenění Marcela Bezençona získala jedna země.

## Osobní život
V říjnu 2010 Skaat oznámil, že je gay.